# Păcatul
Păcatul este un film românesc din 1992 regizat de Mihai Mihăescu. Rolurile principale au fost interpretate de actorii Remus Mărgineanu, Nicoleta Todoroi, Dorian Boguță.

## Distribuție
Distribuția filmului este alcătuită din:
- Dorian Boguță — Niculiță
- Tatiana Kuneț — soția lui Gavril
- Emil Gaju — cârciumarul
- Vitalie Bantas — logofătul
- Ovidiu Ghiniță — Costea
- Nicoleta Todoroi — Doina
- Remus Mărgineanu — Gavril
- Radu Sofronovici — fiul cârciumarului
- Tatiana Sofronovici — soția cârciumarului
- Vasile Tăbârță — Ilie